# Belle-Rose
 (novembre 2022).
Si vous disposez d'ouvrages ou d'articles de référence ou si vous connaissez des sites web de qualité traitant du thème abordé ici, merci de compléter l'article en donnant les références utiles à sa vérifiabilité et en les liant à la section « Notes et références ».
Belle-Rose est un roman d'Amédée Achard publié en 1847.

## Résumé
En 1663, à 18 ans, Jacques demande Suzanne en mariage mais son père refuse, car il n'est pas assez riche et n'est pas noble. Suzanne et Jacques se promettent de s'attendre.
Jacques part à Paris et y devient brillant soldat sous le nom de Belle-Rose. Suzanne est mariée par son père à Monsieur d'Albergotti, tandis que Jacques a une aventure avec l'influente madame de Chateaufort, qui lui obtint un acquittement in extremis lorsqu'il est condamné à mort pour désertion, et le grade de lieutenant. Il deviendra capitaine en 1667, en participant sous les ordres du général de Luxembourg à la campagne de Flandre. 
Lors d'une mission délicate pour son général, Jacques est arrêté et embastillé. Suzanne, toujours amoureuse de lui, et devenue entretemps veuve de monsieur d'Albergotti, est elle-même internée lorsqu'elle le fait évader. Jacques la fait évader à son tour, et se réfugie dans le couvent dont madame de Chateaufort est devenue l'abbesse, où ils se marient. Mais cette évasion rend tout pardon impossible, et le couple semble condamné à vivre éternellement dans l'asile du couvent. 
Jacques réussit à s'échapper et à rejoindre l'armée, où il participe à la campagne hollandaise de 1672. Initiateur du célèbre passage du Rhin, il obtient en échange de Louis XIV, à qui il vient d'offrir la victoire, le pardon, le grade de colonel, et l'anoblissement. 
Ses ennemis tentent alors, par vengeance de tuer Suzanne, et empoisonnent par erreur madame de Chateaufort. Jacques tue l'empoisonneur, et peut enfin envisager un avenir serein.